# Мертл, Томаш
Томаш Мертл (чеш. Tomáš Mertl; 11 марта 1986, Ческе-Будеёвице, Чехословакия) — чешский хоккеист, центральный нападающий чешского клуба «Пльзень».

## Карьера
Томаш Мертл — воспитанник хоккейного клуба «Ческе-Будеёвице». В сезоне 2003/04 впервые дебютировал на высшем уровне в чемпионате Чехии по хоккею. В 2008 году провёл 4 матча в хоккейной лиге чемпионов, забросил 1 шайбу. С 2004 по 2010 выступал за клубы второй и третьей лиг Чехии, периодически выступая в Экстралиге за «Ческе-Будеёвице». С 2010 года стал игроком основного состава команды. В 2013 году стал игроком градец-краловского «Маунтфилда», который в результате смены спонсора занял место «Ческе-Будеёвице» в элитной лиге Чехии. В 2015 году подписал контракт с клубом КХЛ «Медвешчак». Конец сезона 2015/16 провёл в «Градец-Кралове», однако в сезоне 2016/17 вновь вернулся в «Медвешчак». В сезоне 2017/18 выступал в чешской Экстралиге за команду «Шкода Пльзень», стал лучшим снайпером Экстралиги, а также заслужил приглашение в сборную Чехии для участия на Олимпийских играх 2018 года в Корее. На Олимпиаде вместе со сборной остановился в шаге от медалей, заняв 4 место. Летом 2018 года подписал контракт с клубом КХЛ «Куньлунь Ред Стар». В мае 2019 года вернулся в клуб «Пльзень».

## Достижения
- Бронзовый призёр чемпионата мира среди юниоров 2004 и чемпионата Чехии 2008
- Лучший снайпер чемпионата Чехии 2018 (30 голов)

## Статистика
Обновлено на конец сезона 2020/2021
- Экстралига — 658 игр, 305 очков (147 шайб + 158 передач)
- КХЛ — 165 игр, 65 очков (26+39)
- Чешская первая лига — 108 игр, 62 очка (35+27)
- Чешская вторая лига — 27 игр, 29 очков (20+9)
- Сборная Чехии — 17 игр, 4 очка (2+2)
- Лига чемпионов — 7 игр, 5 очков (4+1)
- Трофей Европы — 19 игр, 10 очков (0+10)
- Всего за карьеру — 1001 игра, 480 очков (234+246)